# Szúmám – Abán Ramdán repülőtér
A Szúmám – Abán Ramdán repülőtér (IATA: BJA, ICAO: DAAE) Algéria egyik nemzetközi repülőtere, amely Bejaïa közelében található. Éves utasforgalma 301 176 fő (2015).

## Futópályák
A repülőtér futópályái:
- 08/26

## Légitársaságok és úticélok
| Légitársaság     | Célállomások                                    |
| ---------------- | ----------------------------------------------- |
| Air Algérie      | Algiers, Lyon, Marseille, Párizs–Orly repülőtér |
| Tassili Airlines | Hassi Messaoud                                  |
| Transavia        | Lyon, Párizs–Orly                               |
| TUIfly Belgium   | Charleroi, Lille                                |
| Volotea          | Marseille (2021 szeptember 18-tól)              |

## Forgalom
Az utasforgalom az elmúlt években az alábbi módon változott:
| Utasok száma | 301 176 | 318 186 | 309 070 |
|              | 2015    | 2016    | 2017    |